# NGC 6463
NGC 6463 (другие обозначения — MCG 11-21-22, ZWG 321.37, ZWG 322.7, NPM1G +67.0152, PGC 60755) — галактика в созвездии Дракон.
Этот объект входит в число перечисленных в оригинальной редакции «Нового общего каталога».